# Complexe du Sultan Qala'ûn
 (mars 2025).
Le  Complexe du Sultan Al-Mansur Qala'ûn  est un mausolée et une madrassa du  sultan mamelouk Qala'ûn au Caire en Égypte. Le complexe fut construit entre 1284 et 1285 sous la direction de l’Emir Sanjar al-Shuja’i.
L’historien Ahmad al-Maqrîzî décrit ce monument, et Pascal Coste réalisa plusieurs croquis.

## Voir également
- Architecture mamelouke

## Référence
- (en) Cairo of the Mamluks, D. Behrens-Abouseif, Ed. I.B.Tauris, 2007, P-132-142